# Goodnight, Irene
Goodnight, Irene est une chanson du musicien de blues américain Leadbelly (qui d'habitude l'appelait simplement Irene).

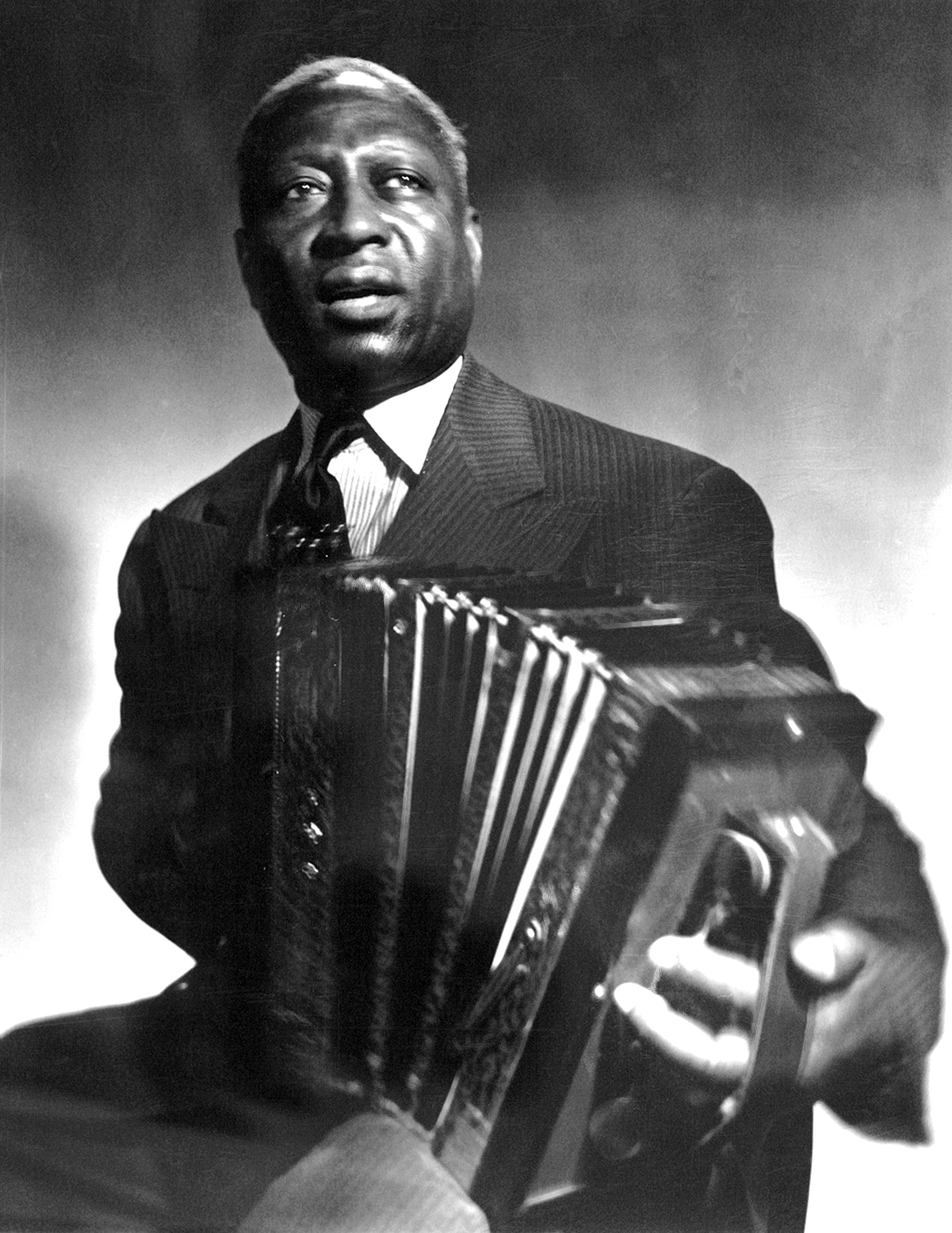
photo de Leadbelly avec un accordéon

Il est à noter qu'il y a des débats entre les historiens de la musique sur la paternité exacte de la chanson, mais c'est Leadbelly qui l'a enregistrée le premier, pour la Bibliothèque du Congrès au milieu des années 1930, lorsqu'il était emprisonné au pénitencier d’État de Louisiane. Au fil des années, il a continué à la modifier, y ajoutant six nouveaux couplets.
En 1950, l'année qui a suivi la mort de Leadbelly, la chanson a été reprise par les Weavers, qui l'ont portée à l'attention du grand public. Leur version a atteint la 1re place des classements du magazine musical américain Billboard (plus précisément, du classement « Best Sellers in Stores » de Billboard).
À l'été 1950, Goodnight, Irene devient une « chanson de retour » pour Frank Sinatra, qui l'enregistre et fait son retour sur scène avec sa version.
La chanson sera enregistrée par de nombreux autres artistes, parmi lesquels Johnny Cash, Jim Reeves, Jo Stafford, Jerry Lee Lewis, Little Richard, Peter, Paul and Mary, et Maureen Tucker.
Marc Lanjean l'adapte en français sous le titre Bonsoir Lily. Ray Ventura et ses Collégiens l'enregistrent en 1950. Bonsoir Lily est également interprétée par André Dassary et par Henri Decker.
Les versions enregistrées par Leadbelly en 1933 et par le groupe The Weavers avec Gordon Jenkins et son orchestre en 1950 ont toutes les deux reçu le Grammy Hall of Fame Award, respectivement en 2002 et en 2006.
La version de Leadbelly est également inscrite depuis 2003 au registre national des enregistrements (National Recording Registry) de le bibliothèque du Congrès à Washington.